# Міланська консерваторія
Міланська консерваторія імені Джузепе Верді (італ. Conservatorio di Musica "Giuseppe Verdi") — консерваторія в Мілані, заснована 1807 року наказом Наполеона, перший статут закладу був підписаний віце-королем Італії Євгенієм Боґарне. Консерваторія має ім'я Джузеппе Верді, якому свого часу відмовила в прийомі як переросткові.
Серед найважливіших віх в історії консерваторії — установа в 1898 м. Музею музичних інструментів, відкриття в 1965 році перших музикознавчих курсів, відкриття в 1969 році першого в Європі спеціалізованого курсу для композиторів електронної музики.
Серед найвідоміших вихованців консерваторії — композитори Джакомо Пуччіні, П'єтро Масканьї, Лучано Беріо, Лудовіко Ейнауді, піаністи Артуро Бенедетті Мікеланджелі, Мауріціо Полліні, диригент Клаудіо Аббадо, музикознавець Ґаетано Чезарі. В консерваторії працював Антоніо Бадзіні.